# Kjetil André Aamodt
Kjetil André Aamodt (* 2. September 1971 in Oslo) ist ein ehemaliger norwegischer Skirennläufer. Als bisher einziger männlicher Skirennläufer gewann er vier olympische Goldmedaillen sowie vier weitere Medaillen und ist damit der erfolgreichste Skirennläufer bei Olympischen Spielen. Daneben ist er auch der männliche Skirennläufer mit den meisten Weltmeisterschaftsmedaillen (zwölf, darunter fünf goldene). Seine Medaillensammlung ist im norwegischen Olympischen Museum in Lillehammer ausgestellt. Aamodt ist neben Alberto Tomba und Matthias Mayer der einzige männliche Läufer, der einen Olympia-Titel verteidigte und einer der fünf Läufer, die im alpinen Skiweltcup Sieger in allen Disziplinen wurden. Somit gehört er zu den erfolgreichsten Skirennläufern aller Zeiten.

## Biografie

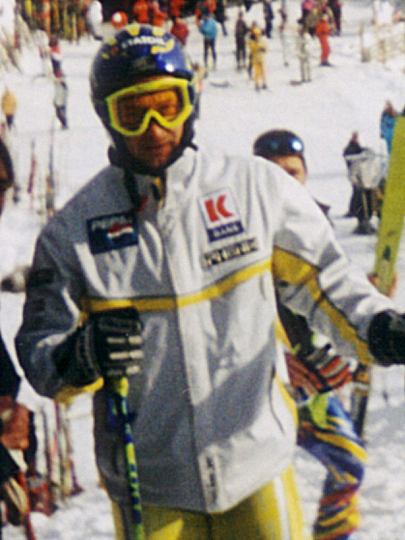
Kjetil André Aamodt im Januar 2000

Im Alter von sieben Jahren begann Aamodt mit dem aktiven Skisport. In der Saison 1993/94 gewann er mit 22 Jahren den Gesamtweltcup. In den Jahren 1994 bis 1995 wurde er am Meniskus operiert und musste pausieren. Aamodt wohnt zusammen mit Frau, 2 Töchtern und Sohn in Oslo, wo auch sein Vater Finn im Olympischen Trainingszentrum tätig war. Dieser begleitete ihn oft zu Wettkämpfen, um ihn dort zu unterstützen. Neben dem Skirennlauf betreibt er mit Golf, Eishockey, Fußball und Basketball noch andere Sportarten als Training, Ausgleich und Hobby. Er ist mit dem ebenso erfolgreichen ehemaligen Skirennläufer Lasse Kjus gut befreundet und teilte mit ihm auf Reisen des Öfteren auch das Hotelzimmer. Am 6. Januar 2007 verkündete er im Rahmen der Veranstaltung zur Ehrung von Norwegens Sportler des Jahres, dass er seine Karriere beendet. Zuvor war er auch mit der Aftenposten-Goldmedaille und dem Fearnleys olympiske ærespris ausgezeichnet worden. Wegen anhaltender Knieprobleme hatte er in der Saison 2006/2007 keine Weltcup-Rennen bestritten. 1993 und 2000 erhielt er von der Internationalen Vereinigung der Ski-Journalisten (AIJS) die Auszeichnung Skieur d’Or.
Im Januar 2008 wurde auf der weltgrößten Sportartikelmesse Ispo in München die ihm zu Ehren kreierte Aamodt Tribute Kollektion einer japanischen Skibekleidungsmarke vorgestellt. Aamodt bestritt 15 Jahre lang seine Rennen in Anzügen des Unternehmens.

## Erfolge

### Olympische Spiele
- Albertville 1992: 1. Super-G, 3. Riesenslalom, 26. Abfahrt
- Lillehammer 1994: 2. Abfahrt, 2. Kombination, 3. Super-G, 12. Riesenslalom
- Nagano 1998: 5. Super-G, 13. Abfahrt
- Salt Lake City 2002: 1. Super-G, 1. Kombination, 4. Abfahrt, 6. Slalom, 7. Riesenslalom
- Turin 2006: 1. Super-G, 4. Abfahrt

### Weltmeisterschaften
- Saalbach-Hinterglemm 1991: 2. Super-G, 12. Slalom
- Morioka 1993: 1. Slalom, 1. Riesenslalom, 2. Kombination
- Sierra Nevada 1996: 3. Super-G, 6. Kombination, 8. Slalom, 11. Riesenslalom, 27. Abfahrt
- Sestriere 1997: 1. Kombination, 6. Riesenslalom, 8. Super-G, 9. Abfahrt
- Vail/Beaver Creek 1999: 1. Kombination, 3. Abfahrt, 7. Slalom, 9. Super-G
- St. Anton am Arlberg 2001: 1. Kombination, 2. Riesenslalom, 7. Slalom, 18. Super-G
- St. Moritz 2003: 2. Abfahrt, 3. Kombination, 5. Super-G, 9. Slalom, 24. Riesenslalom
- Bormio 2005: 14. Slalom, 22. Super-G, 23. Abfahrt

### Weltcupwertungen
| Saison  | Gesamt                              | Gesamt                              | Abfahrt                             | Abfahrt                             | Super-G                             | Super-G                             | Riesenslalom                        | Riesenslalom                        | Slalom                              | Slalom                              | Kombination                         | Kombination                         | Parallel                            | Parallel                            |
| Saison  | Platz                               | Punkte                              | Platz                               | Punkte                              | Platz                               | Punkte                              | Platz                               | Punkte                              | Platz                               | Punkte                              | Platz                               | Punkte                              | Platz                               | Punkte                              |
| ------- | ----------------------------------- | ----------------------------------- | ----------------------------------- | ----------------------------------- | ----------------------------------- | ----------------------------------- | ----------------------------------- | ----------------------------------- | ----------------------------------- | ----------------------------------- | ----------------------------------- | ----------------------------------- | ----------------------------------- | ----------------------------------- |
| 1989/90 | 39.                                 | 34                                  | -                                   | -                                   | 19.                                 | 13                                  | 14.                                 | 21                                  | -                                   | -                                   | -                                   | -                                   | –                                   | –                                   |
| 1990/91 | 17.                                 | 67                                  | -                                   | -                                   | 8.                                  | 19.                                 | 10.                                 | 32                                  | 20.                                 | 16                                  | -                                   | -                                   | –                                   | –                                   |
| 1991/92 | 13.                                 | 543                                 | -                                   | -                                   | 5.                                  | 220                                 | 11                                  | 196                                 | 26.                                 | 72                                  | 17.                                 | 55                                  | –                                   | –                                   |
| 1992/93 | 2.                                  | 1347                                | 28.                                 | 90                                  | 1.                                  | 420                                 | 1.                                  | 410                                 | 5.                                  | 267                                 | 3.                                  | 160                                 | –                                   | –                                   |
| 1993/94 | 1.                                  | 1392                                | 10.                                 | 296                                 | 4.                                  | 207                                 | 2.                                  | 494                                 | 9.                                  | 215                                 | 1.                                  | 180                                 | -                                   | –                                   |
| 1994/95 | 5.                                  | 708                                 | 33.                                 | 43                                  | 19                                  | 79                                  | 4.                                  | 307                                 | 14.                                 | 179                                 | 4.                                  | 100                                 | –                                   | –                                   |
| 1995/96 | 10.                                 | 560                                 | 44.                                 | 26                                  | 8.                                  | 179                                 | 14.                                 | 168                                 | 18.                                 | 127                                 | 7.                                  | 60                                  | –                                   | –                                   |
| 1996/97 | 2.                                  | 1096                                | 24.                                 | 92                                  | 12.                                 | 153                                 | 2.                                  | 387                                 | 6.                                  | 304                                 | 1.                                  | 160                                 | –                                   | –                                   |
| 1997/98 | 4.                                  | 901                                 | 12.                                 | 255                                 | 21.                                 | 63                                  | 9.                                  | 226                                 | 13.                                 | 177                                 | 2.                                  | 100                                 | 2.                                  | 80                                  |
| 1998/99 | 2.                                  | 1442                                | 5.                                  | 397                                 | 9.                                  | 167                                 | 4.                                  | 335                                 | 4.                                  | 363                                 | 1.                                  | 180                                 | –                                   | –                                   |
| 1999/00 | 2.                                  | 1440                                | 13.                                 | 255                                 | 13                                  | 158                                 | 9.                                  | 259                                 | 1.                                  | 598                                 | 1.                                  | 200                                 | –                                   | –                                   |
| 2000/01 | 7.                                  | 668                                 | 36.                                 | 43                                  | 10.                                 | 124                                 | 16.                                 | 150                                 | 7.                                  | 291                                 | 3.                                  | 60                                  | –                                   | –                                   |
| 2001/02 | 2.                                  | 1096                                | 6.                                  | 337                                 | 6.                                  | 210                                 | 16.                                 | 117                                 | 9.                                  | 232                                 | 1.                                  | 200                                 | –                                   | –                                   |
| 2002/03 | 3.                                  | 940                                 | 7.                                  | 334                                 | 4.                                  | 251                                 | 14.                                 | 156                                 | 13.                                 | 99                                  | 2.                                  | 100                                 | -                                   | –                                   |
| 2003/04 | verletzungsbedingt keine Ergebnisse | verletzungsbedingt keine Ergebnisse | verletzungsbedingt keine Ergebnisse | verletzungsbedingt keine Ergebnisse | verletzungsbedingt keine Ergebnisse | verletzungsbedingt keine Ergebnisse | verletzungsbedingt keine Ergebnisse | verletzungsbedingt keine Ergebnisse | verletzungsbedingt keine Ergebnisse | verletzungsbedingt keine Ergebnisse | verletzungsbedingt keine Ergebnisse | verletzungsbedingt keine Ergebnisse | verletzungsbedingt keine Ergebnisse | verletzungsbedingt keine Ergebnisse |
| 2004/05 | 26.                                 | 311                                 | 28.                                 | 104                                 | 14.                                 | 134                                 | 40.                                 | 28                                  | -                                   | -                                   | 5.                                  | 45                                  | –                                   | –                                   |
| 2005/06 | 8.                                  | 707                                 | 6.                                  | 322                                 | 5.                                  | 223                                 | -                                   | -                                   | -                                   | -                                   | 5.                                  | 162                                 | –                                   | –                                   |
| 2006/07 | verletzungsbedingt keine Ergebnisse | verletzungsbedingt keine Ergebnisse | verletzungsbedingt keine Ergebnisse | verletzungsbedingt keine Ergebnisse | verletzungsbedingt keine Ergebnisse | verletzungsbedingt keine Ergebnisse | verletzungsbedingt keine Ergebnisse | verletzungsbedingt keine Ergebnisse | verletzungsbedingt keine Ergebnisse | verletzungsbedingt keine Ergebnisse | verletzungsbedingt keine Ergebnisse | verletzungsbedingt keine Ergebnisse | verletzungsbedingt keine Ergebnisse | verletzungsbedingt keine Ergebnisse |

### Weltcupsiege
Aamodt gewann von 1992 bis 2003 21 Weltcuprennen (1 × Abfahrt, 5 × Super-G, 6 × Riesenslalom, 1 × Slalom, 8 × Kombination) und erreichte weitere 41 Podestplätze.
| Datum             | Ort          | Land       |
| ----------------- | ------------ | ---------- |
| 28. November 1992 | Sestriere    | Italien    |
| 23. März 1993     | Oppdal       | Norwegen   |
| 27. März 1993     | Åre          | Schweden   |
| 11. Januar 1994   | Hinterstoder | Österreich |
| 19. März 1994     | Vail         | USA        |
| 14. Januar 1997   | Adelboden    | Schweiz    |

| Datum         | Ort       | Land     |
| ------------- | --------- | -------- |
| 15. März 1992 | Aspen     | USA      |
| 7. März 1993  | Aspen     | USA      |
| 21. März 1993 | Kvitfjell | Norwegen |
| 26. März 1993 | Åre       | Schweden |
| 7. März 1996  | Kvitfjell | Norwegen |

| Datum           | Ort       | Land       |
| --------------- | --------- | ---------- |
| 30. Januar 1994 | Chamonix  | Frankreich |
| 25. Januar 1998 | Kitzbühel | Österreich |
| 24. Januar 1999 | Kitzbühel | Österreich |
| 9. Januar 2000  | Chamonix  | Frankreich |
| 23. Januar 2000 | Kitzbühel | Österreich |
| 13. Januar 2002 | Wengen    | Schweiz    |
| 20. Januar 2002 | Kitzbühel | Österreich |
| 19. Januar 2003 | Wengen    | Schweiz    |

| Datum           | Ort      | Land       |
| --------------- | -------- | ---------- |
| 29. Januar 1994 | Chamonix | Frankreich |

| Datum           | Ort    | Land    |
| --------------- | ------ | ------- |
| 16. Januar 2000 | Wengen | Schweiz |

### Juniorenweltmeisterschaften
- Sälen 1987: 22. Slalom, 38. Riesenslalom
- Madonna di Campiglio 1988: 11. Kombination, 12. Abfahrt, 24. Slalom, 32. Riesenslalom
- Aleyska 1989: 5. Riesenslalom, 10. Super-G, 15. Abfahrt
- Zinal 1990: 1. Abfahrt, 1. Super-G, 1. Kombination, 2. Riesenslalom, 2. Slalom

### Norwegische Meisterschaften
Aamodt gewann von 1990 bis 2005 22 Norwegische Meistertitel und ist damit Norwegischer Rekordmeister:
- 5 × Abfahrt (1997, 1998, 2000, 2002, 2005)
- 7 × Super-G (1990, 1992, 1993, 1997, 2001, 2002, 2003)
- 4 × Riesenslalom (1992, 1993, 1994, 1999)
- 1 × Slalom (1999)
- 5 × Kombination (1990, 1997, 2000, 2002, 2005)

## Auszeichnungen
- 1993 und 2000: Skieur d’Or
- 2006: Norwegens Sportler des Jahres
- 2006: Aftenposten-Goldmedaille
- 2006: Fearnleys olympiske ærespris